# Список министров внутренних дел Чехословакии
Это список министров внутренних дел Чехословакии, который содержит хронологический список всех членов правительства Чехословакии, работающих в этой должности (в том числе исполняющий обязанности министров в правительствах Чехословакии с официальным названием должности, как министр внутренних дел).

## Министры внутренних дел Чехословацкой Республики в 1918—1939 годах
| # | Имя             | Годы жизни                         | Партия                                                                                           | Правительства | Период в должности                | Примечания |
| - | --------------- | ---------------------------------- | ------------------------------------------------------------------------------------------------ | --- | --------------------------------- | ---------- |
| 1 | Антонин Швегла  | 15 апреля 1873 — 12 декабря 1933   | Аграрная партия                                                                                  | Карела Крамаржа 1. Властимила Тусара 2. Властимила Тусара                                                                          | 14 ноября 1918 — 15 сентября 1920 |            |
| 2 | Ян Черный       | 4 марта 1874 — 10 апреля 1959      | беспартийный                                                                                     | 1. Яна Чернего Эдварда Бенеша | 15 сентября 1920 — 7 октября 1922 |            |
| 3 | Ян Малипетр     | 21 декабря 1873 — 27 сентября 1947 | Республиканская партия земледельческого и мелкокрестьянского населения                           | 1. Антонина Швеглы | 7 октября 1922 — 9 декабря 1925   |            |
| 4 | Франтишек Носек | 26 апреля 1886 — 17 апреля 1935    | Чехословацкая народная партия                                                                    | 2. Антонина Швеглы | 9 декабря 1925 — 18 марта 1926    |            |
| 5 | Ян Черный       | 4 марта 1874 — 10 апреля 1959      | беспартийный                                                                                     | 2. Яна Чернего 3. Антонина Швеглы 1. Франтишека Удржала                                                                            | 18 марта 1926 — 7 декабря 1929    |            |
| 6 | Юрай Славик     | 28 января 1890 — 20 мая 1969       | Республиканская партия земледельческого и мелкокрестьянского населения                           | 2. Франтишека Удржала | 7 декабря 1929 — 29 октября 1932  |            |
| 7 | Ян Черный       | 4 марта 1874 — 10 апреля 1959      | беспартийный Республиканская партия земледельческого и мелкокрестьянского населения беспартийный | 1. Яна Малипетра 2. Яна Малипетра 3. Яна Малипетра 1. Милана Годжы 2. Милана Годжы 3. Милана Годжы 1. Яна Сырового 2. Яна Сырового | 29 октября 1932 — 1 декабря 1938  |            |
| 8 | Отакар Фишер    | 15 мая 1884 — 14 июля 1968         | Партия национального единства                                                                    | 1. Рудольфа Берана | 1 декабря 1938 — 15 марта 1939    |            |

## Министры внутренних дел Протектората Богемии и Моравии
| # | Имя            | Годы жизни                       | Партия       | Правительства                      | Период в должности             | Примечания |
| - | -------------- | -------------------------------- | ------------ | ---------------------------------- | ------------------------------ | ---------- |
| 1 | Отакар Фишер   | 15 мая 1884 — 14 июля 1968       | беспартийный | 2. Рудольфа Берана                 | 16 марта 1939 — 27 апреля 1939 |            |
| 2 | Алоис Элиаш    | 29 сентября 1890 — 19 июня 1942  | беспартийный | Алоиса Элиаша                      | 27 апреля 1939 — 1 июля 1939   |            |
| 3 | Йосеф Йежек    | 2 августа 1884—1969              | беспартийный | Алоиса Элиаша                      | 1 июля 1939 — 19 января 1942   |            |
| 4 | Рихард Биенерт | 5 сентября 1881 — 3 февраля 1949 | беспартийный | Ярослава Крейчего Рихарда Биенерта | 19 января 1942 — 5 мая 1945    |            |

## Министр внутренних дел правительства в изгнании
| # | Имя         | Годы жизни                   | Партия                                                                 | Правительства                 | Период в должности           | Примечания |
| - | ----------- | ---------------------------- | ---------------------------------------------------------------------- | ----------------------------- | ---------------------------- | ---------- |
| 1 | Юрай Славик | 28 января 1890 — 20 мая 1969 | Республиканская партия земледельческого и мелкокрестьянского населения | 1. Яна Шрамека 2. Яна Шрамека | 21 июля 1940 — 5 апреля 1945 |            |

## Министры внутренних дел Чехословацкой Республики в 1945—1992 годах
| #  | Имя                                        | Годы жизни                                                       | Партия                               | Правительства                                                                                                  | Период в должности                | Примечания                          |
| -- | ------------------------------------------ | ---------------------------------------------------------------- | ------------------------------------ | --- | --------------------------------- | ----------------------------------- |
| 1  | Вацлав Носек                               | 26 сентября 1892 — 22 июля 1955                                  | Коммунистическая партия Чехословакии | 1. Зденека Фирлингера 2. Зденека Фирлингера 1. Клемента Готтвальда 2. Клемента Готтвальда Антонина Запотоцкого | 5 апреля 1945 — 14 сентября 1953  |                                     |
| 2  | Рудольф Барак                              | 11 мая 1915 — 12 августа 1995                                    | Коммунистическая партия Чехословакии | 1. Вильяма Широкого 2. Вильяма Широкого 3. Вильяма Широкого                                                    | 14 сентября 1953 — 23 июня 1961   |                                     |
| 3  | Любомир Штроугал                           | род. 19 октября 1924                                             | Коммунистическая партия Чехословакии | 3. Вильяма Широкого Йозефа Ленарта                                                                             | 23 июня 1961 — 23 апреля 1965     |                                     |
| 4  | Йосеф Кудрна                               | 1920 — 1989                                                      | Коммунистическая партия Чехословакии | Йозефа Ленарта                                                                                                 | 23 апреля 1965 — 15 марта 1968    |                                     |
| 5  | Йозеф Павел                                | 18 сентября 1908 — 9 апреля 1973                                 | Коммунистическая партия Чехословакии | Йозефа Ленарта 1. Олдржиха Черника                                                                             | 15 марта 1968 — 31 августа 1968   |                                     |
| 6  | Ян Пельнярж                                | 24 апреля 1911 — 28 апреля 1982                                  | Коммунистическая партия Чехословакии | 1. Олдржиха Черника 2. Олдржиха Черника 3. Олдржиха Черника                                                    | 31 августа 1968 — 28 января 1970  |                                     |
| 7  | Радко Каска                                | 23 февраля 1928 — 28 февраля 1973                                | Коммунистическая партия Чехословакии | 1. Любомира Штроугала 2. Любомира Штроугала                                                                    | 28 января 1970 — 28 февраля 1973  |                                     |
| 8  | Яромир Обзина                              | 22 мая 1929 — 28 января 2003                                     | Коммунистическая партия Чехословакии | 2. Любомира Штроугала 3. Любомира Штроугала 4. Любомира Штроугала                                              | 30 марта 1973 — 20 июня 1983      |                                     |
| 9  | Вратислав Вайнар                           | 17 сентября 1930 — июнь 2023                                     | Коммунистическая партия Чехословакии | 4. Любомира Штроугала 5. Любомира Штроугала 6. Любомира Штроугала                                              | 20 июня 1983 — 11 октября 1988    |                                     |
| 10 | Франтишек Кинцл                            | род. 2 февраля 1941                                              | Коммунистическая партия Чехословакии | Ладислава Адамеца                                                                                              | 12 октября 1988 — 3 декабря 1989  |                                     |
| 11 | Франтишек Пинц                             | род. 23 мая 1944                                                 | Коммунистическая партия Чехословакии | Ладислава Адамеца 1. Мариана Чалфы                                                                             | 3 декабря 1989 — 10 декабря 1989  |                                     |
|    | Мариан Чалфа Ян Чарногурский Валтр Комарек | род. 7 мая 1946 род. 1 января 1944 10 августа 1930 — 16 мая 2013 | парламентский комитет                | 2. Мариана Чалфы                                                                                               | 10 декабря 1989 — 30 декабря 1989 | Совместное управление министерством |
| 12 | Рихард Сахер                               | род. 1 сентября 1942                                             | Чехословацкая народная партия        | 2. Мариана Чалфы                                                                                               | 30 декабря 1989 — 27 июня 1990    |                                     |
| 13 | Ян Лангош                                  | 2 августа 1946 — 15 июня 2006                                    | Демократическая партия               | 3. Мариана Чалфы                                                                                               | 27 июня 1990 — 2 июля 1992        |                                     |
| 14 | Петр Чермак                                | род. 22 января 1953                                              | Гражданская демократическая партия   | Яна Страского                                                                                                  | 2 июля 1992 — 31 декабря 1992     |                                     |

## Источник
- Historie minulých vlád